# C. S. Fly
Camillus Sidney Fly (1849 – 12 octobre 1901) est un photographe de l'Ouest américain, considéré par certains comme un pionnier du photojournalisme.

## Biographie
Camillus Sidney Fly est né en 1849 dans le comté d'Andrew au Missouri mais grandit dans le Nord de la Californie où sa famille s'est installée la même année. Le 29 septembre 1879, il épouse Mary « Molly » Goodrich à Napa en Californie. S'étant tous deux initiés à la photographie, ils s'installent à Tombstone dans le territoire de l'Arizona en décembre de la même année et y ouvrent un studio de photographie.
En mars 1886, lorsque le général George Crook obtient une entrevue avec Geronimo afin d'obtenir sa reddition, C. S. Fly se joint à l'expédition avec son matériel. Durant les trois jours de négociation, il prend des photographies du campement apache, ainsi que plusieurs individus.

Photographies prises par C. S. Fly lors des négociations entre le général Crook et Geronimo en mars 1886.
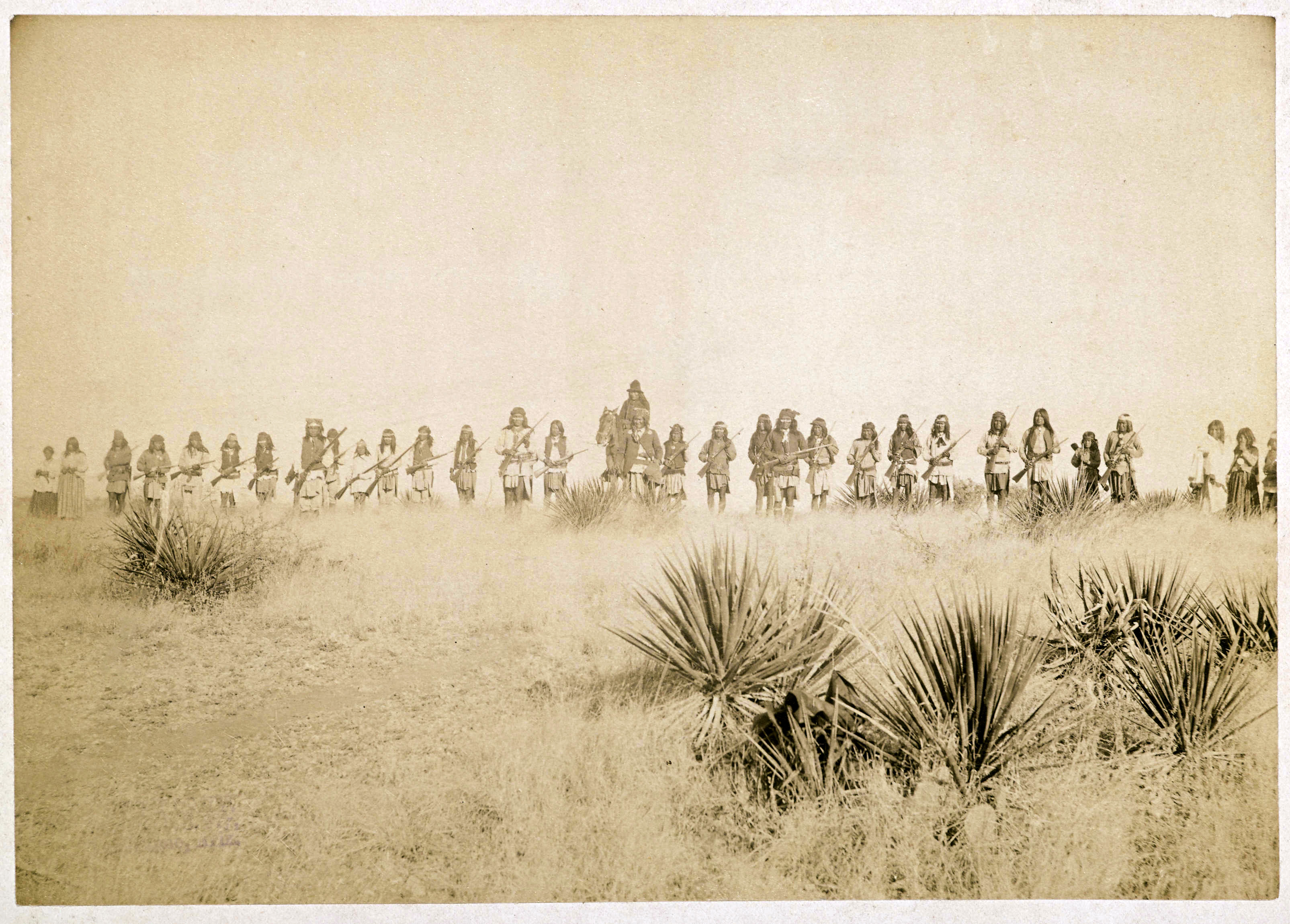
Geronimo et ses guerriers.
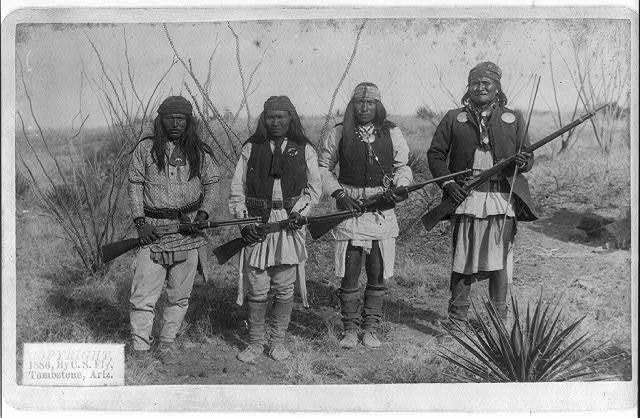
Geronimo, avec son fils et deux guerriers.
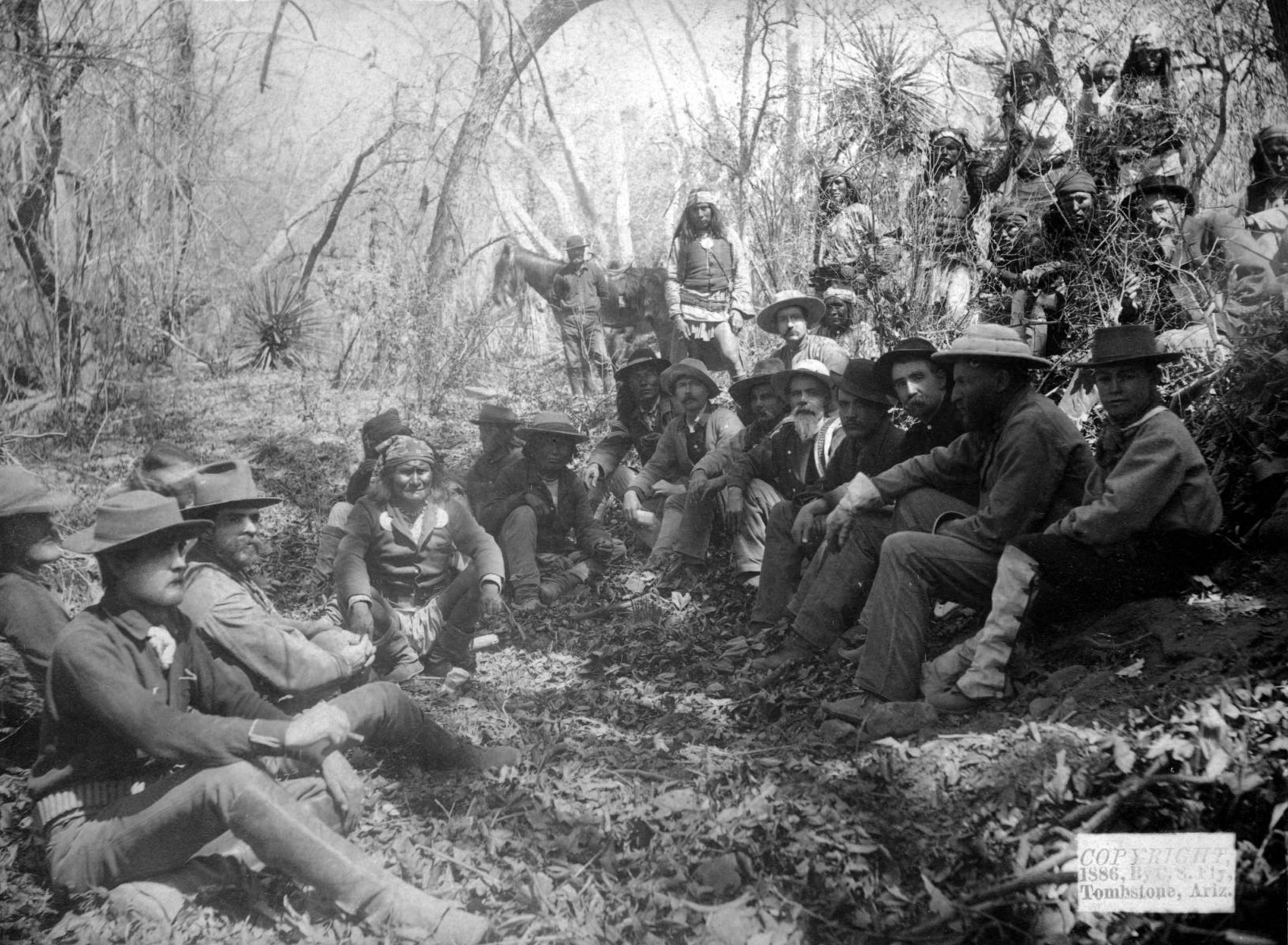
Geronimo et des membres de son groupe avec le général Crook et ses hommes.

En 1894, il est élu shérif pour le comté de Cochise jusqu'en 1896. Les Fly s'installent ensuite à Bisbee où il meurt le 12 octobre 1901.